# 64e brigade de fusiliers motorisés de la Garde
Pour les articles homonymes, voir 64e brigade.
La 64e brigade séparée de fusiliers motorisés de la Garde (numéro d'unité militaire 51460) est une brigade d'infanterie mécanisée des Forces terrestres russes. Basée à Kniazé-Volkonskoïé (de), près de Khabarovsk, la brigade fait partie de la 35e armée du district militaire est.
La brigade est l'héritière du 882e régiment de fusiliers motorisés, transféré en Extrême-Orient russe en 1967, et converti en brigade en 2009. Elle s'est fait connaître car impliquée dans le massacre de Boutcha en 2022.

## Historique
En août 1967, le 882e régiment de fusiliers motorisés de la 60e division de chars, basé à Gorky dans le district militaire de Moscou, est transféré dans le district militaire d'Extrême-Orient. Le régiment arrive à Kniazé-Volkonskoïé et rejoint la 129e division école de fusiliers motorisés (en) en octobre 1967. À la fin de 1970, il est déplacé à Krasnaïa Retchka (pl) et deviendra partie intégrante de la 270e division de fusiliers motorisés du 45e corps d'armée. Le 1er novembre 1972, la division est intégrée dans la 15e armée.
En octobre 1974, le régiment devient une unité de réaction prête. Le 11 mai 1980, il est réduit à un effectif de catégorie B, avant d'être porté en effectif de guerre en décembre 1994. Entre le 8 et le 9 janvier 1995, des éléments du régiment sont envoyés combattre lors de la première guerre de Tchétchénie dans le cadre du 245e régiment de fusiliers motorisés de la Garde, alors formé à Moulino. Le 1er septembre 1997, le régiment est transféré dans la 81e division de fusiliers motorisés de la Garde (en). Le 6 juin 1999, le régiment est directement subordonné au quartier général du district militaire d'Extrême-Orient et en 2001, retiré de la force de réaction prête. En juin, le régiment redevient membre de la 270e division de fusiliers motorisés dans la 35e armée. En 2009, le régiment est converti en « 64e brigade séparée de fusiliers motorisés ». En 2012, la brigade rejoint la garnison de Kniazé-Volkonskoïé.
En janvier 2014, un char T-72 de la brigade explose lors d'un exercice de tir, tuant un officier et deux conscrits.

## Invasion russe de l'Ukraine

### Offensive sur Kiev
L'unité est engagée lors de l'invasion de l'Ukraine par la Russie en 2022. Des véhicules appartenant à la 64e brigade sont repérés à Mazyr, à l'ouest de Homiel, dans le cadre des préparatifs de l'offensive de Kiev. La brigade et le reste de la 36e armée combinée entre en Ukraine le 24 février et progresse jusqu'à Irpin. Elle subit les attaques ukrainiennes de la 10e brigade d'assaut de montagne à Borodianka puis participe à la bataille de Makariv subissant des pertes importantes le long de la T1019.
Le gouvernement ukrainien publie la liste des militaires de la 64e brigade de fusiliers motorisés avec noms, date de naissance, numéro de passeport. Cette brigade était positionnée à Boutcha et est suspectée d'y avoir commis le massacre. La liste est issue de la fuite réalisée par les hackers d'Anonymous la veille. Un groupe ukrainien  de surveillance des activités de l’armée russe, du nom de « InformNapalm », aurait identifié le lieutenant-colonel Azatbek Omourbekov comme étant le responsable du bataillon présent lors du massacre.
Le 18 avril 2022, la brigade reçoit le statut honorifique d'unité de la « Garde » du président russe Vladimir Poutine, devenant ainsi la 64e brigade de fusiliers motorisés de la Garde.

### Bataille du Donbass
Après la retraite russe de l'oblast de Kiev, la brigade est redéployée pour participer à l'offensive du Donbass. Début mai, la brigade aurait été engagée par les forces ukrainiennes vers Izioum et aurait subi des pertes. Le 10 août 2022, selon une information de Radio Free Europe/Radio Liberty, reprise par l'Institut pour l'étude de la guerre et le magazine Newsweek, la 64e brigade est annoncée comme « détruite au combat (…) possiblement dans le cadre d'un effort intentionnel du Kremlin de cacher les crimes de guerre commis dans l'Oblast de Kiev'. ».
En septembre, la 64e brigade est surprise par la contre-offensive éclair de Kharkiv, où elle doit battre en retraite et abandonner le secteur d'Izioum.

### Front sud
En novembre 2022, la 64e brigade est alors envoyé en renfort sur le front de Kherson pour contenir l'offensive ukrainienne puis à proximité de Polohy. Depuis juin 2023, au moment de la contre-offensive ukrainienne elle tient le front de Polohy face à la 102e brigade de défense territoriale.